# شافي خان القاجاري
صاحب السمو الجليل شافي خان القاجاري (بالروسية: Шафи-Хан Каджар)‏ (19 أبريل 1853 - 2 يناير 1909) أمير قاجاري والقائد العسكري للجيش الإمبراطوري الروسي وقائد فوج الفرسان السادس والأربعين للإمبراطور ألكسندر الثالث.